# 中央 (土浦市)
中央（ちゅうおう/Chuo）は、茨城県土浦市の町名。現行行政地名は中央一丁目及び中央二丁目。土浦市街地の一部を構成する地域の一つで、一中地区に属する。

## 地理
土浦市中心市街地に位置する。土浦町旧市街地にあたるため、歴史的な町並みが残されている。土浦市のほぼ中央部、JR土浦駅西口から西北にあたる。町内はほぼ平坦である。

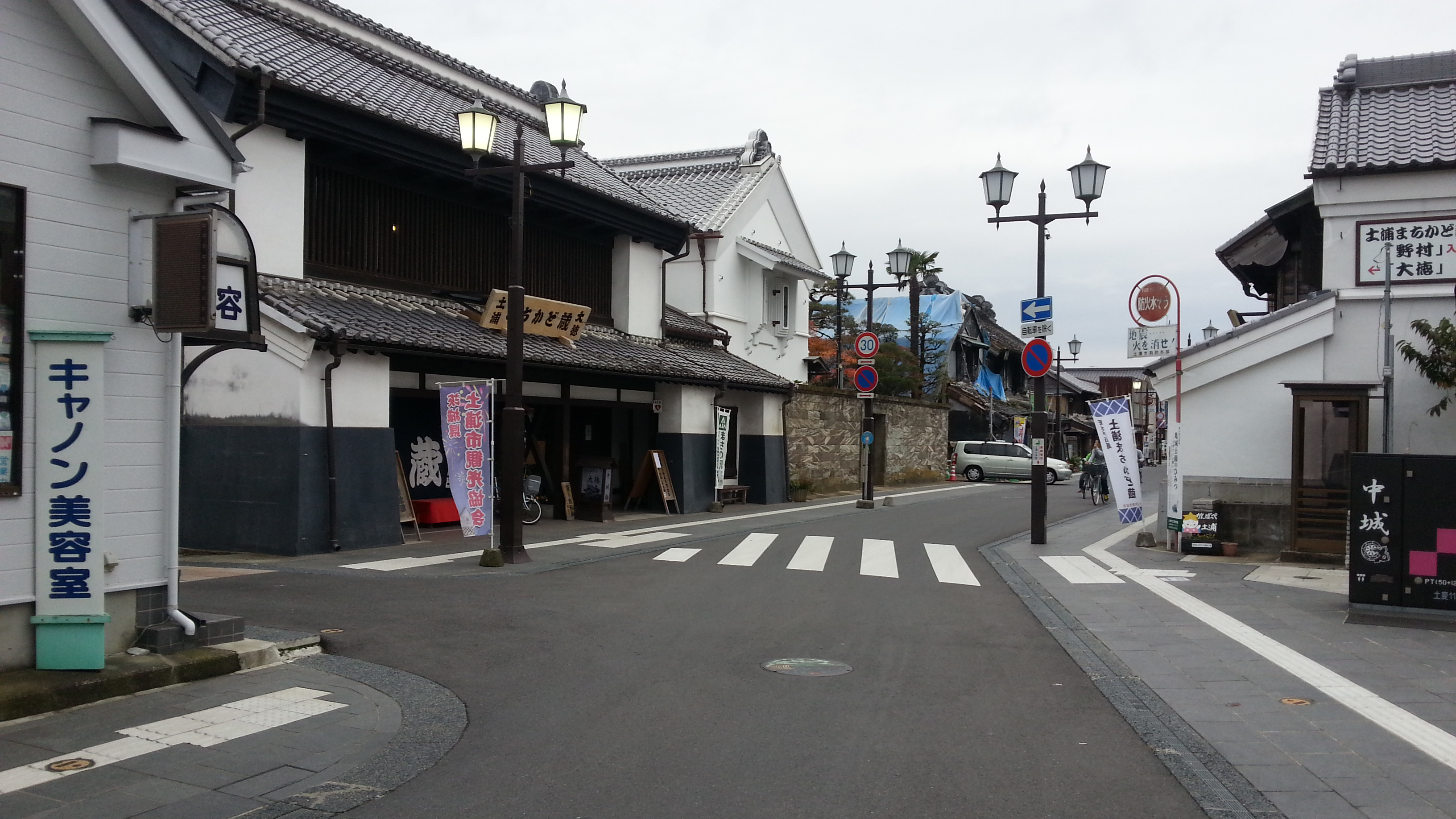
中城通り
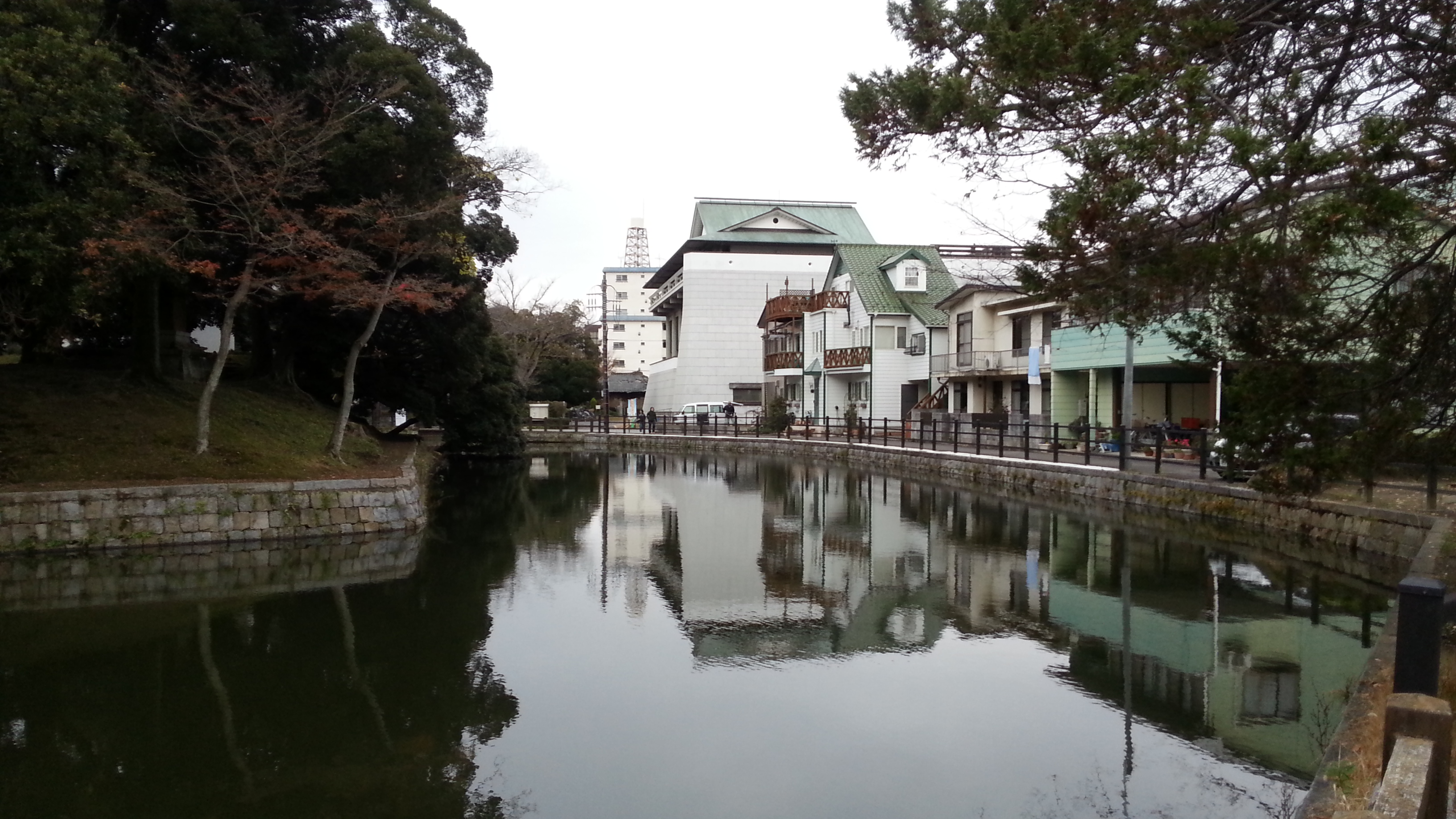
亀城公園付近

## 歴史

### 沿革
- 1974年（昭和49年）5月1日 - 土浦市2次住居表示整理事業により土浦市の大字無し区域（旧土浦町区域）の一部より成立[5][6]。

### 町名の変遷
| 実施後     | 実施年月日               | 実施前       |
| ---------- | ------------------------ | ------------ |
| 中央一丁目 | 1974年（昭和49年）5月1日 | （大字なし） |
| 中央二丁目 | 1974年（昭和49年）5月1日 | （大字なし） |

## 世帯数と人口
2017年（平成29年）8月1日現在の世帯数と人口は以下の通りである。
| 丁目       | 世帯数  | 人口    |
| ---------- | ------- | ------- |
| 中央一丁目 | 186世帯 | 402人   |
| 中央二丁目 | 332世帯 | 700人   |
| 計         | 518世帯 | 1,102人 |

## 交通

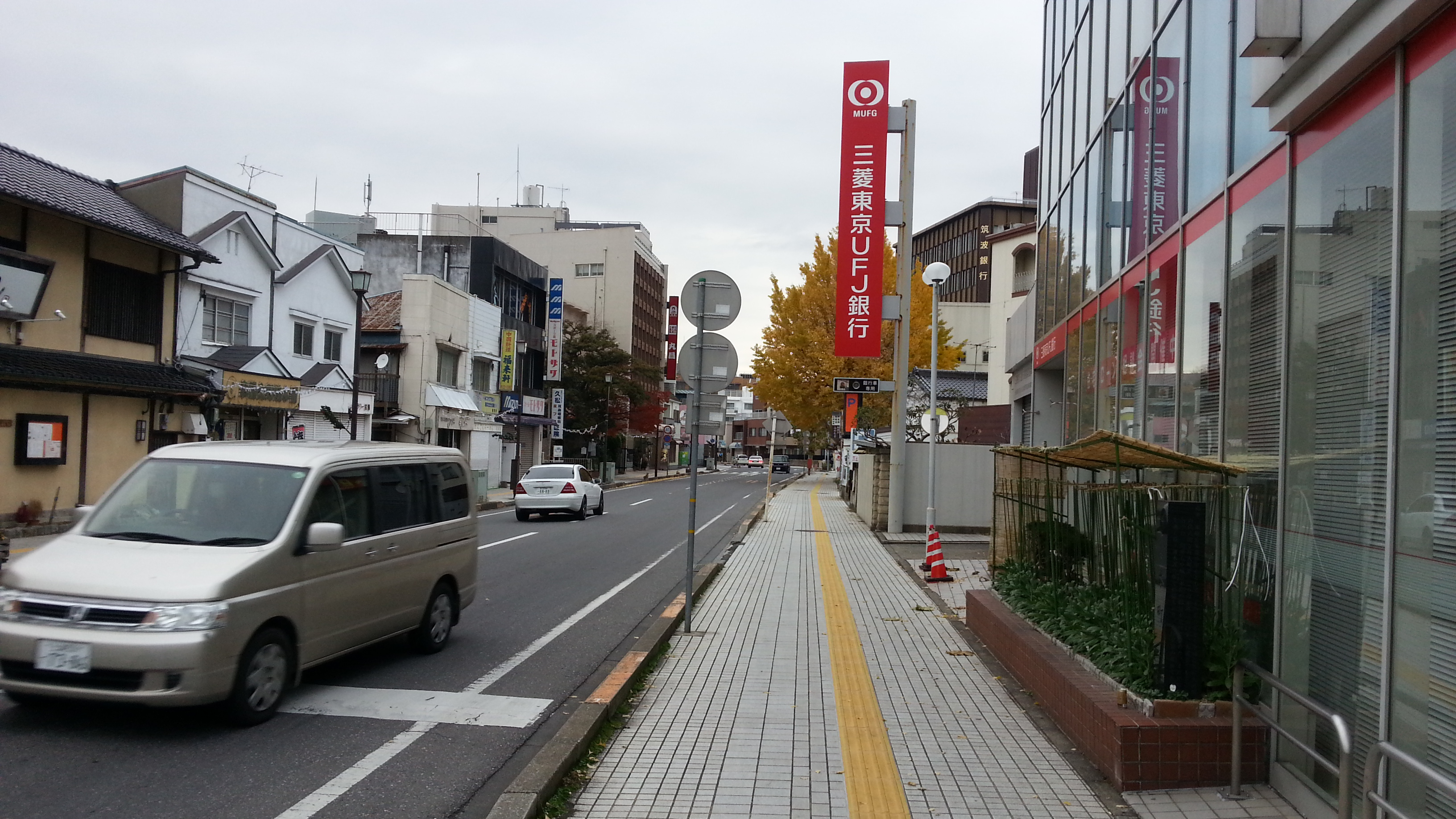
国道125号

### 鉄道
最寄の鉄道駅は常磐線土浦駅。

### 道路
- 国道125号
- 国道354号
- 茨城県道263号土浦港線

### 路線バス
| 系統 | 主要経由地                                                                       | 行先                               | 運行会社     |
| ---- | -------------------------------------------------------------------------------- | ---------------------------------- | ------------ |
| 循環 | 土浦駅・商工会議所・真鍋一・真鍋交番                                             | 市民会館循環                       | キララちゃん |
| 循環 | 土浦駅・にぎわい蔵・裁判所前・まちかど蔵                                         | 市役所循環                         | キララちゃん |
|      | 土浦駅・川口町・桜橋・亀城公園前・関鉄本社入口・真鍋                             | 土浦駅西口・神立駅西口             | ■関鉄        |
|      | 土浦駅・川口町・桜橋・亀城公園前・関鉄本社入口・土浦一高前・つくば国際大学       | 土浦駅西口・つくば国際大学         | ■関鉄        |
|      | 土浦駅・川口町・桜橋・亀城公園前・関鉄本社入口・土浦一高前・並木一区             | 土浦駅西口・高岡・筑波山口・下妻駅 | ■関鉄        |
|      | 土浦駅・川口町・桜橋・亀城公園前・関鉄本社入口・土浦一高前・板谷・中貫           | 土浦駅西口・柿岡倉庫・石岡駅       | ■関鉄        |
|      | 土浦駅・川口町・桜橋・亀城公園前・関鉄本社入口・土浦一高前・板谷・中貫           | 土浦駅・中貫                       | ■関鉄        |
|      | 土浦駅・川口町・桜橋・亀城公園前・土浦一中前・千束町・土浦四中入口・常総学院入口 | 土浦駅・水海道駅                   | ■関鉄        |
|      | 土浦駅・川口町・桜橋・亀城公園前・土浦一中前・千束町・土浦四中入口・中村一区     | 土浦駅・荒川沖駅                   | ■関鉄        |
|      | 土浦駅・川口町・桜橋・亀城公園前・土浦一中前・千束町・下高津入口・上高津         | 土浦駅・つくばセンター             | ■関鉄        |
|      | 土浦駅・川口町・桜橋・亀城公園前・土浦一中前・イオンSC                           | 土浦駅・イオンSC                   | ■関鉄        |
|      | 土浦駅・川口町・桜橋・亀城公園前・土浦一中前・下虫掛                             | 土浦駅・下虫掛                     | ■関鉄        |
|      | 土浦駅・川口町・桜橋・亀城公園前・土浦一中前・土浦二高・宍塚                     | 土浦駅・石下駅                     | ■関鉄        |

## 施設
- 水戸地方裁判所土浦支部
- 水戸家庭裁判所土浦支部
- 水戸地方検察庁土浦支部土浦区検察庁
- 土浦労働基準監督署
- 土浦鷹匠町郵便局
- 土浦市立博物館
- 土浦市亀城プラザ
- 亀城公園
- 筑波銀行本店
- 常陽銀行土浦支店
- 三菱UFJ銀行土浦支店
- 土浦ツェッペリン伯号展示館

## 小・中学校の学区
市立小・中学校に通う場合、学区は以下の通りとなる。
| 町丁       | 番地 | 小学校             | 中学校                 |
| ---------- | ---- | ------------------ | ---------------------- |
| 中央一丁目 | 全域 | 土浦市立土浦小学校 | 土浦市立土浦第一中学校 |
| 中央二丁目 | 全域 | 土浦市立土浦小学校 | 土浦市立土浦第一中学校 |